# Mtarnagha
Mtarnagha (franska: Mtarnagha (CR), Mtarnagha (Commune Rurale), arabiska: امطرناغة) är en kommun i Marocko.   Den ligger i provinsen Sefrou och regionen Fès-Meknès, i den nordöstra delen av landet, 210 km öster om huvudstaden Rabat. Antalet invånare är 5 284.